# Уго Спадафора
Уго Спадафора (на испански: Hugo Spadafora) е панамски лекар и партизански боец в Гвинея-Бисау и Никарагуа. Той критикува военните в Панама, което предизвиква убийството му от правителството на Мануел Нориега през 1985 г.

## Биография
Роден в Читре, Спадафора е лекар, завършил университета в Болоня, Италия. Той служи като полеви медик на партизаните за независимост на Гвинея-Бисау. Първоначално критик на военния режим, ръководен от Омар Торихос, впоследствие той става заместник-министър на здравеопазването. През 1978 г. организира бригадата „Викториано Лоренцо“, образувана от група панамски бойци, за да се бори срещу режима на Анастасио Сомоса Дебайле в Никарагуа.
Загрижен за засиленото съветско и кубинско влияние в режима на „Сандинистите“ в Никарагуа, и за забавянето на свободните избори, Спадафора се присъединява към Революционния фронт на Сандино. Възходът на Мануел Нориега като авторитарен ръководител на Панама, принуждава Спадафора да разкрие Нориега зад трафика на наркотици. Спадафора е задържан от силите на Нориега, когато влиза в Панама от Коста Рика през септември 1985 г., а обезглавеното му тяло по-късно е намерено натъпкано в пощенска чанта. Аутопсията по-късно разкрива, че стомаха на Спадафора е пълен с кръв, която е погълнал по време на бавното отрязване на главата му. Той също така е издържал на тежки мъчения, както е цитирано в Dark Alliance на Гари Уеб: „Тялото му показва доказателства за невъобразими мъчения. Бедрените мускули бяха нарязани, така че не можеше да сгъне краката си, имаше нещо в ректума, разкъсвайки го, а тестисите му се бяха подули ужасно, резултат от продължително мачкане, ребрата му бяха счупени, а след това, докато е бил още жив, главата му е отрязана с месарски нож.“ Главата му никога не е намерена. Президентът Николас Ардито Барлета се опитва да създаде комисия, която да разследва убийството, но е принуден да подаде оставка от Нориега, което подклажда подозренията, че военните са поръчали убийството.
Гилермо Ендара през 1989 г., осъжда Нориега (задочно) и други негови приближени, за виновни за поръчителство на убийството на Уго Спадафора.